# Oides abdominalis
Oides abdominalis es una especie de insecto coleóptero de la familia Chrysomelidae.
Fue descrita en 1884 por Duvivier.